# 心臓弁膜症
心臓弁膜症（しんぞうべんまくしょう、英: valvular disease of the heart）は、心臓にある4つの弁のうちのひとつまたは2つ以上が機能障害を起こす疾患の総称である。弁膜性心疾患と呼ぶ場合もある。

## 概要
ヒトの心臓は内部が4つの部屋（心房・心室）に分かれている。各部屋の出口には膜でできた弁（三尖弁・肺動脈弁・僧帽弁・大動脈弁）があり、血液の逆流を防いでいる。この弁が何らかの原因によって硬化もしくは破損すると、血液の通過障害や逆流が起きる。これが心臓弁膜症である。
なお、複数の弁に異常が同時に起きるものは連合弁膜症といい、この場合上流の弁の症状が中心で下流の弁膜症は単独発生時より軽症になる。
機能不全の種類には狭窄症と閉鎖不全症があるが、両者が同じ弁に合併する狭窄兼閉鎖不全症も存在する。弁膜症は4つ弁のいずれにも起こりうるが、僧帽弁と大動脈弁の弁膜症が多く、単独の疾患は大動脈弁46％・僧帽弁22％・三尖弁1%・肺動脈弁0.09％、連合弁膜症は僧帽弁＋三尖弁が16％・大動脈弁＋僧帽弁が7％である。

## 種類

### 僧帽弁領域における疾患

#### 僧帽弁狭窄症
僧帽弁狭窄症（そうぼうべんきょうさくしょう:mitral stenosis MS）は、左心房から左心室へ血液を流す僧帽弁が狭まった病気。
誘因・原因
ほとんどがリウマチ熱の後遺症で、これによる心内膜炎の瘢痕で弁の肥厚・交連部の癒合・腱索の癒合短縮が起きて狭窄が起きたもの。
最近では人工透析患者増加に伴い、これによる僧帽弁石灰化によるものも増加している。
稀に先天的な僧帽弁狭窄症の患者もいる。
病態・症状
僧帽弁狭窄に伴い、左房圧の上昇と呈し肺鬱血を起こして労作時呼吸困難などの症状が出る。さらに進行すると肺水腫や起坐呼吸が起こる他、心房細動（AF）が出現するので左房鬱血もあって血栓が生じやすくなる。
この時右心系への負担増加から三尖弁閉鎖不全も起こり、これによって高度な肺鬱血は逆に改善されるが、今度は肝腫大・下肢浮腫などの右心不全の症状が出て心拍量低下による多臓器不全を起こす。
なお、元々心房中隔欠損（ASD）がある患者がMSを併発した場合、流れにくくなった血液が右房に流れるため左房圧が上昇せず（MSによる）肺鬱血は軽くなり、左室に流れる血液が減るので心拍出量が低下するため、MS特有の所見が得られないことがある。これを「リュタンバッシェ（Lutembacher）症候群」という。
分類
- (ICD-10: I05.0)
- 非リウマチ性 (ICD-10: I34.2)
- 先天性 (ICD-10: Q23.2)

に分けられる。
治療
薬物治療は利尿剤や食塩接種制限（対心不全）、ジギタリス・β遮断薬（対心房細動の心拍数コントロール）、ワルファリン（対心房細動の血栓予防）。
手術療法は体外循環下で心停止させて僧帽弁の交連部融合を切開する「直視下交連部切開術（OMC）」、カテーテルを静脈より挿入して心房中隔を穿刺し左房内で僧帽弁をバルーンを拡張させる「経皮的僧帽弁交連切開術（PTMC）」などがあるが、いずれも弁の変化が軽度な場合に限られる。
弁の変化が重度の場合は体外循環下で心停止させて人工弁をつける僧帽弁置換術が最も確実な治療法である。
これ以外に心房細動合併例では肥大した心房の異常な電気刺激を抑えるため、迷路を作るように心臓の壁を切除縫合、もしくは焼灼する「メイズ（maze）手術」が行われる場合もある。

#### 僧帽弁閉鎖不全症
僧帽弁閉鎖不全症（そうぼうべんへいさふぜんしょう: mitral regurgitationMR）は、僧帽弁が収縮期に締まり切らずに血流が左房に逆流する病気。
誘因・原因
僧帽弁閉鎖不全症は僧帽弁輪・弁尖・腱索・乳頭筋のいずれかが障害されて起きる。重症例は変性疾患や腱索断裂による僧帽弁逸脱例が多い。
原因となるものとして僧帽弁逸脱症候群（MVP）、リウマチ熱後遺症、心筋症、先天性の結合組織疾患（マルファン症候群など）、僧帽弁石灰化（以上慢性の場合）など、心筋梗塞や感染性心内膜炎による弁破壊、胸部外傷などが原因の場合は急性的に進行する。
リウマチ熱後遺症は僧帽弁狭窄症との合併も多いが2017年現在激減している。
なお、閉鎖不全の一種に僧帽弁逸脱症（そうぼうべんいつだつしょう：mitrral valve prolapse syndrome MVP）という僧帽弁の一部（特に後尖）の一部が収縮期に僧房輪弁を超えて左房内にはみ出すことが原因で、反対側との接合が悪くなったことで逆流を生じるものもあり、これの閉鎖不全は逆流量も少なく軽症・無症状が大半を占めるが、逆流時の乱流で心内膜が傷つき感染性内膜炎を起こすことがある。
病態・症状
急性の場合は早期にチアノーゼやショック症状、起坐呼吸が起きる。
慢性の場合は軽症時は肺鬱血による労作時呼吸困難・動悸・易疲労性、症状が進むと安静時呼吸困難や起坐呼吸が起こる。
検査
- 身体基本検査
- 聴診
  - III音 : 収縮期に心房へ逆流していた血液の分だけ拡張早期に心房から勢いよく血液が心室壁を振動させる事で生じる。

分類
- リウマチ性 (ICD-10: I05.1)
- (ICD-10: I34.0)
- 先天性 (ICD-10: Q23.3)

に分けられる。
治療
薬物治療は血圧を下げ血液の逆流量を減らすため降圧剤（アンテオジンII受容体拮抗薬、Ca拮抗薬など。）、心不全対策に利尿剤や食塩接種制限。
手術療法は弁を切除や縫合し、接合面を深くする人口弁輪（人工弁とは異なるリング）を使って修復する「僧帽弁形成術」が行われる。
重症例では狭窄症と同様に人工弁をつける僧帽弁置換術が確実なため行われる。
同じく心房細動合併例では「メイズ（maze）手術」が行われる。

### 大動脈弁領域の疾患

#### 大動脈弁狭窄症
大動脈弁狭窄症（だいどうみゃくべんきょうさくしょう;aortic stenosis AS）は、何らかの原因で左心室から大動脈へ血液を流す大動脈弁口が狭まった病気。
誘因・原因
原因は先天性、リウマチ熱の後遺症（後天性）、硬化性変化（後天性）など。
先天性は大動脈弁形成の異常で通常3枚の弁尖が2枚になっている大動脈弁二尖弁が多い（稀に単尖弁の場合もある）。先天性だが他に異常がない場合は若年の間は弁変性も進行せず40代ぐらいから弁病変が悪化して60代ぐらいで症状出現が多い。
リウマチ熱はかつては最多の原因だったが、2017年現在では減少。
硬化性変化は加齢によるもので、2017年現在増加している。60代以降から弁病変が徐々に進行し、70代後半から症状が出現する。
病態・症状
狭まった大動脈弁に血液を通そうとして左心室に負荷がかかり、左室が肥大する。これによってある程度は心機能は保持されるが長期間経過で心不全などの症状が潜在化する。
初期症状は軽度の労作による息切れや動悸、易疲労性。進行すると狭心痛・失神・めまい・むくみなどの鬱血性心不全。
左室肥大による心機能保持で長期間無症状だが、自覚症状が出始めた時はすでに病態が進行しており、放置するとここから急速に生存率が悪化し、心不全症状出現から2年・失神発作から3年・狭心痛から5年が平均余命である。
分類
統計
- 先天性 (ICD-10: Q23.0)
- 後天性 (ICD-10: I35.0)

治療
高度大動脈弁狭窄の場合は「大動脈弁置換術（AVR）」で人工弁につけ変える、開心術が困難な場合は「経カテーテル的大動脈弁置換術（TAVR）」が施行される場合もある。

#### 大動脈弁閉鎖不全症
大動脈弁閉鎖不全症（だいどうみゃくべんへいさふぜんしょう; AR）は、大動脈弁が締まり切らない病気。
誘因・原因
原因は先天性（後述）・リウマチ熱後遺症・感染性心内膜炎・加齢による変性など弁尖の異常と、大動脈弁輪拡張症（AAE）・大動脈解離など大動脈基部の異常に分けられる。
リウマチ熱はかつては最多の原因だったが、2017年現在では減少。
2017年現在では先天性な大動脈弁二尖弁、感染性心内膜炎などの弁尖自体の変化、大動脈基部の拡張、大動脈乖離などの大動脈基部の変化によるものが多い。
先天性は大動脈弁二尖弁が多いが、他に心室中隔欠損の欠損孔が大動脈入り口に近い室上陵上部（円錐部・漏斗部）欠損の場合、右心室側に血液が短絡する際の流れで大動脈弁がめくれて引き込まれ（大動脈弁右冠尖逸脱、RCCP）、閉鎖不全を起こす例もある。
病態・症状
拡張期に血液が大動脈から左心室に逆流してくるために、左室の容量負荷が増し拡張期圧の上昇が起こるが、心内膜炎や大道膜解離による急性発症を除き長期にわたって症状が出にくい。
初期症状は労作時息切れや動悸。主症状は易疲労性・起坐呼吸・発作性夜間呼吸困難など。大動脈弁狭窄症の場合と異なり突然死は少ないが、慢性の場合は症状が出てからは急速に悪化し、手術適応になる場合が多い。
分類
- 梅毒性 (ICD-10: A52.0)
- リウマチ性 (ICD-10: I06.1)
- (ICD-10: I35.1)
- 先天性 (ICD-10: Q23.1)

に分けられる。
重症度
閉鎖不全症は造影法で見て逆流の程度が4段階に分けられる（セラーズ分類）。
- I度：逆流ジェット（噴き出す血流の流れ）を認めるが、一過性で逆流先（僧帽弁なら左房、大動脈弁なら左室）全体は造影されない。
- II度：逆流ジェットを認め、逆流先は造影されるが、造影濃度が通常の進行先（僧帽弁なら左室、大動脈弁なら大動脈）より薄い。
- III度：逆流ジェットが認められないが、逆流先も通常進行先も同程度の濃度に造影される。
- IV度：逆流先の方が濃く造影される。

検査
身体基本検査
- 聴診
  - III音 : 拡張早期に大動脈から勢いよく逆流して来た血液が心室壁を振動させる事で生じる。
  - オースチン・フリント雑音（Austin-Flint雑音） : 狭窄させられた僧帽弁を血液が通過する際に生じる雑音。

治療
自覚症状があるか、なくても心肥大が著明・左室拡張機能障害があれば手術適応で人工弁につけ変える。形成手術はごく限られた症例にのみ行う。
大動脈基部が原因の場合は大動脈を一度切除して人工血管に変える「自己弁温存大動脈基部置換術」が行われる。

### 三尖弁領域の疾患
三尖弁単独の疾患は少なく、弁膜症の手術症例の内1％を占める程度だが、僧帽弁との連合弁膜症は多く16％を占める。

#### 三尖弁狭窄症
三尖弁狭窄症（さんせんべんきょうさくしょう: tricuspid stenosisTS）は、三尖弁が狭まった病気。
誘因・原因
ほとんどがリウマチ熱の後遺症だが、リウマチ熱自体の減少で激減している。
単独の疾患は稀で、ある程度の三尖弁閉鎖不全（TR）を伴い、大半は僧帽弁狭窄（MS）を合併。
病態・症状
右房から右室への流れが悪いため、右房圧が上昇して右房拡大、これによる代償が限界に達すると静脈からの血液の戻りが悪くなり、最終的に右室に流入する血液不足で右心不全になる。
長期間無症状だが次第に下半身浮腫・頸動脈怒張・肝腫大や消化器症状などの右心不全の症状を呈す。他覚的には関係静脈逆流を認める。
治療
治療は僧帽弁狭窄症に準じる。

#### 三尖弁閉鎖不全症
三尖弁閉鎖不全症（さんせんべんへいさふぜんしょう:tricuspid regurgitation TR）は、三尖弁の閉鎖不全により血液が逆流する病気。
分類
- リウマチ性 (ICD-10: I07.1)
- 非リウマチ性 (ICD-10: I36.1)

誘因・原因
器質性と機能性があり、前者の主因はリウマチ熱後遺症（ただし現在は激減）、後者は基礎疾患により右室拡大により弁輪が広がって起こる。
先天性にエプスタイン（Ebstein）奇形という物もあり、三尖弁の後尖・中隔尖が形成異常を起こして右室心尖部に付着することで閉鎖不全が起きるものもあり、この場合右心室が形成異常の後尖・中隔尖によって心尖部の機能的右室と壁の薄い右房化した右室に分かれる。
病態・症状
右房と右室を行き来する血液があるため右室にも負荷がかかるので右室肥大が起こる。 これ以外は三尖弁狭窄症と同様に長期間無症状だが次第に右心不全の症状を起こす。
エプスタイン奇形による場合は大きく症状が異なり、肺血管抵抗の強い新生児期から逆流が起きるので右房に逆流した血液が右室に戻りにくく、卵円孔（もし心房中隔欠損があればそちらから）から左房に流れ込み、チアノーゼを生後1週間頃まで起こすが、このあたりまで生存していれば肺血管抵抗が下がって右室に血液が流れやすくなりチアノーゼが軽くなるが、加齢とともに三尖弁の機能低下で再度チアノーゼが起こる。これ以外に刺激電動系の異常も起こってWPW症候群や上室不整脈を起こす。
治療
器質性の場合は三尖弁置換術で人工弁に交換、機能性の場合は基礎疾患をターゲットにしてそちらの治療で右室の拡大が収まれば自然に逆流現象になることが多い。奏功しない場合や奏功しても弁輪拡大が戻らない場合は、手術を行う。（三尖弁置換術か弁輪縫合術を弁形態に応じて選択）。
エプスタイン奇形の場合もチアノーゼや運動機能低下、進行性の右室拡大や右室収縮能力低下がある場合は機能性に準じて手術を行う（心房中隔欠損があればそちらも治療する）。

#### 三尖弁閉鎖症
三尖弁閉鎖症（さんせんべんへいさしょう: TA; ICD-10: Q22.4）は、先天的に三尖弁（右心房と右心室の間の弁）が閉鎖している病気。
（後天性の疾患は存在しない
）
概要
右心房から右心室に血液が流れ込めないため、すべて心房間の穴（心房中隔欠損かそれがない場合でも卵円孔があるのでそこから流れる）に血液が流入して左心室経由で血液が循環する（肺循環はこの時動脈血と静脈血が混じった血液の一部が動脈管か心室中隔欠損経由で肺に流入する）。
先天性心疾患の1～3％を占める比較的稀なチアノーゼ心疾患で、肺動脈の状態と大血管の配置でキース・エドワード（Keith-Edwards）分類でI-III型（各自にa-c）の分類がなされる。
キース・エドワード分類
- I型：大血管関係正常 
  - Ia：心室中隔欠損なく肺動脈閉鎖
  - Ib：心室中隔欠損が小さく肺動脈狭窄
  - Ic：心室中隔欠損が大きく肺動脈狭窄なし
- II型：D型大血管転位
  - IIa：肺動脈閉鎖
  - IIb：肺動脈狭窄
  - IIc：肺動脈狭窄なし
- III型：L型大血管転位

病態・症状
肺血流が少ないとチアノーゼが強く出る（肺血流減少型）、逆に多すぎると肺や心臓に負担がかかり心不全を起こす（肺血流増加型）。
肺血流減少型
肺血流が動脈管経由で維持されている場合は、出生後動脈管が閉じはじめると肺血流量はその分減少するのでチアノーゼが次第に強くなる。心室中隔欠損で血流が維持されている場合はそこまでいかないものの低酸素発作（スペル発作）を起こすことがある。
肺血流増加型
チアノーゼは目立たないが、呼吸障害、肝臓の腫大、浮腫、体重増加不良などの鬱血性心不全の症状が目立つ。
治療
心房間の連絡が悪い場合は、対症療法的に心房中隔裂開術（BAS）を行う。また、生後動脈管が閉鎖すると特に心室中隔欠損がない場合は肺血流が確保できなくなるので、プロスタグランジンで動脈管をふさがらないようにして、生後1-2週間のうちにBTシャント（Blalock-Taussig shunt）を行う。逆に肺血流が多すぎて心不全症状があるときは、肺動脈絞扼術（バンディング）を行う。。
手術を含め根治的治療法はない（右心室が未発達なので三尖弁を開く手術をしても循環に利用できない）が、適応基準を満たしていればフォンタン手術（Fontan手術）を行い、チアノーゼをなくすことはできる。ただし、根治手術ではないので運動能力は手術前よりはよくなるものの健常者に比べれば低い他、静脈血が鬱滞しやすい状況（慢性鬱血性心不全状態）になり、血栓症を起こしやすくなるので注意が必要である。

### 肺動脈弁領域の疾患
心臓弁膜症自体の肺動脈弁原因の発症は稀で弁膜症の手術症例の0.09％だが、厚生省心疾患研究班の統計（1986）によると先天性心疾患の肺動脈弁狭窄が占める割合は単独9.6％・心室中隔欠損併合が0.8％と合計すると1割以上ある。
病態・症状

#### 肺動脈弁狭窄症
肺動脈弁狭窄症（はいどうみゃくべんきょうさくしょう; PS）は、肺動脈弁が狭まった病気。
誘因・原因
先天性が大半で（後天性は極めてまれ）肺動脈の形成異常で正常では3枚の半月弁からなる肺動脈弁が、弁尖同士の癒合・弁尖の肥厚などにより血流の通過を妨げるもので、先天性の「肺動脈狭窄症」の大半（90％）がこの肺動脈弁の狭窄である（血管部分が狭くなっている弁上・弁下の狭窄は他の心疾患との合併が多い）。
軽症例では心雑音のみで生涯無症状、中程度でも幼少期は無症状で成人になってから益疲労性などが出現、重症例では右室圧が上昇して左室と同程度かそれ以上になり右心不全が発生し、卵円孔（心房中隔欠損がある場合はそこからも）からの右左短絡でチアノーゼが起こる。
分類
- 先天性 (ICD-10: Q22.1)
- 後天性 (ICD-10: I37.0)

に分けられる。
検査
心エコーにおいて肺動脈弁の解放不全や弁を通過する血流の加速などで診断される。
治療
軽症は治療の必要性がないことが多く、中程度から重症例では新生児期から乳幼児期にかけて心臓カテーテル法によるバルーン拡大術が行われるが、まれに開胸下切開術も行われる。

#### 肺動脈弁閉鎖不全
肺動脈弁閉鎖不全症（はいどうみゃくべんへいさふぜんしょう: PR）は、肺動脈弁が締まり切らない病気。
先天的なものではファロー四徴症の右室流路拡大術の後、肺動脈弁閉鎖不全を起こすことがあり、この場合成人期に人工弁置き換えを行う。

## 統計
リウマチ治療の進歩によって本症に至る症例は減ってきている。

## 合併症
- 脳梗塞

## 治療
- 手術
  - 開心術（弁置換術、弁形成術、自己心膜による大動脈弁再建術(尾崎法)）
  - 血管内カテーテル手術

## 診療科
- 循環器科
- 心臓血管外科

## 心臓弁膜症を取り上げた作品

### 日本
- 本症を取り上げた作品に橋本紡の小説（ライトノベル）「半分の月がのぼる空」がある。
- 本症状の手術器具である人工弁開発をめぐる作品に池井戸潤の小説「下町ロケット2 -ガウディ計画-」がある。